# 西村あみ
西村 あみ（にしむら あみ、1982年9月1日 - ）は、日本の元AV女優。

## 略歴
2001年にAVデビュー。2006年7月をもって引退した。その後、2008年1月に『ダンスレボリューションONE〜誘惑 1』で復活。

## 作品

### アダルトビデオ
2002年
- 「耳をすませば 聞いて感じて」音×3（1月20日、SODクリエイト）
- 痴憾 3（2月23日、桃太郎映像出版）
- 私立桃色女学館 第2期（7月10日、桃太郎映像出版）
- 全裸オーケストラ（9月6日、SODクリエイト）
- 裏・全裸オーケストラ（10月5日、SODクリエイト）
- みるきぃHiスクール。（10月7日、みるきぃぷりん♪）
- 強制連続抜き地獄（10月9日、エムズファクトリー（アロマ企画））
- オナニストCLUB（11月15日、シネマジック）オムニバス作品
- キン○マに興味のある女の子3人によるキン○マ嬲り（11月20日、SODクリエイト）
- 女ハ男ヲ目デ犯ス。DELUX 「オフィスが痴女だらけで大変だぁ!!」編（12月6日、ワープエンタテインメント）
- 豪華 撮り下ろし7話収録「人妻7人斬り」（12月20日、アイエナジー）
- 私立スペルマ学園（12月28日、みるきぃぷりん♪）

2003年
- チンポを見たがる女たち 1 学校編（1月1日、MOODYZ）
- ナース7人斬り 2姦組 豪華撮り下ろし 特別版（2月6日、アイエナジー）
- 非日常的悶絶遊戯 女子大生の家庭教師、あみの場合（2月7日、AVS）
- ブルセラデジハメ（2月8日、北都）オムニバス作品
- 痴女と精液（2月10日、ドグマ）
- 非日常的悶絶遊戯 女子大生の家庭教師、あみの場合（2月10日、AVS）
- インケイジュ（2月20日、ワープエンタテインメント）
- マゾヒスト・オナニスト（2月20日、SODクリエイト）
- 家庭教師は女子大生Special5（2月28日、クリスタル映像）オムニバス作品
- 変態少女のオナニーの楽しみ方（3月20日、ドグマ）
- Stylish Venus（3月30日、メディアステーション）
- 女子校生痴女集団にあなたも飼われてみませんか?（4月10日、ドグマ）
- 月刊 西村あみ（4月18日、メディアバンク）
- ナース6人斬り（4月19日、アイエナジー）オムニバス作品
- 新宿レイプ劇場 凌辱の○丁目地帯（5月4日、アイエナジー）
- 全編撮り下ろし 強制120分スペクタクル（5月4日、アイエナジー）
- アナルトランスDX3（5月10日、ドグマ）
- 発情痴女 19（5月16日、マックス・エー）オムニバス作品
- 女だらけのザーメン天国 〜semen Final〜（5月17日、SODクリエイト）
- 全編撮り下ろし 凌辱8人120分斬り（5月17日、アイエナジー）
- 淫行ロワイヤルレズビアン学園（5月23日、ビッグモーカル）
- 巨乳女子校生4時間スペシャル（2003年5月23日、ケイ・エム・プロデュース）
- レズビアン・デート（5月30日、ジャパンホームビデオ）
- M 〜マニア〜（6月1日、ワンズファクトリー）
- 未公開120min9人斬り（6月5日、アイエナジー）
- 保健室 校内逃避行回想録（7月3日、ドリームチケット）
- チャーミングエンジェル 南くん救出大作戦（7月13日、メディアステーション）
- 24人のカリスマアイドル3（7月25日、ケイ・エム・プロデュース）
- レズ解禁（8月1日、MOODYZ）
- 浴衣（8月7日、ドリームチケット）
- 痴レズ（8月16日、DASH（ハンドメイドビジョン））
- 女子校生を虐めたい。1（8月28日、アルファーインターナショナル）
- レズビアンストーリー07 意志（9月5日、アウダースジャパン）
- どっちがエロいでSHOW!?（9月5日、レイジングカンパニー）
- ザーメン監禁三姉妹（9月19日、SODクリエイト）
- ゼッタイ!!（9月26日、デジタルバンク）
- 交尾エロ（10月10日、ドグマ）
- 女子校生部活日誌 EPISODE3 バスケ部編（10月15日、ホットエンターテイメント）
- 野外コスプレ最高世紀（10月15日、ホットエンターテイメント）
- デジフェラ3・ブルセラ編（10月31日、桃太郎映像出版）オムニバス作品
- 学園陵辱アドベンチャー 女教師姉妹DPG（11月7日、メディアアーツ）

2004年
- 女子高生レズ2（2月1日、ワンズファクトリー）
- シースルーAV 『挑発する痴女達』（2月17日、シースルー）
- 放課後青空授業 女子校生野外活動（2月20日、ホットエンターテイメント）
- レズキスロマンスDX 〜仲良し女子校生 秘密の経験〜（3月1日、MOODYZ）
- 拘束椅子レズビアン（3月10日、ドグマ）
- スーパーヒロイン激突! EPISODE.02（3月10日、GIGA）
- シースルーAV「挑発する痴女達」（4月22日、S.P.E VIDEO）
- 人妻lesbian room DVD（4月23日、シャイ企画）
- SPECIAL DANCE MANIA ERO-BODY DANCE（5月29日、ラハイナ東海）
- 美術の先生（6月1日、カルト・ヘッジ・ピクチャーズ）
- ブルセラデジハメ4時間（6月10日、ジーオーティー）オムニバス作品
- ペニバン逆アナル（6月17日、ナチュラルハイ）
- 女体拷問 2（6月25日、GIGA）
- イイ女狩り2（6月25日、うまなみ。（ケイ・エム・プロデュース））
- SPECIAL DANCE MANIA 〜BODYCON DANCE MANI（6月26日、オフィスケイズ）
- ふたなり少女（7月9日、TMA）
- 淫乱OL発情日記（7月23日、うまなみ。（ケイ・エム・プロデュース））
- 女子高レズ 純愛ロマニスト（8月5日、ハンドメイドビジョン）監督:三上翔子
- ヤンキー集団痴女にボンタン狩られてみませんか?（8月27日、笠倉出版社）
- 変態女FILE 完全版（8月27日、笠倉出版社）
- 痴女弁護士（9月15日、ジェイモデル）オムニバス作品
- 飲み会好きOL集団痴女に2次会誘われてみませんか?（9月24日、笠倉出版社）
- 女遊戯 美貌の代償（9月25日、アートモデルズ）
- 女教師だってガマンできない 4（9月30日、ステージメディア）オムニバス作品
- 官能淫語詩合わせ 淫歌朗読バトルトーナメント（10月7日、SODクリエイト）
- これが噂の薬漬けレズバージョンvol.2（10月21日、ナチュラルハイ）
- 女子校生いじめFUCKスペシャル（10月29日、デジタルバンク）オムニバス作品
- I AM SEXY Ver.DV 02（11月12日、デジタルバンク）
- 女だらけのLOVEレズKISS（11月15日、MOODYZ）
- 淫酒SEX娘DX（11月26日、デジタルバンク）オムニバス作品
- 集団女子高ジャック（12月10日、ドグマ）
- フェラコレ2004 フェラマニア完全保存版 40人のフェラジェンヌ（12月15日、隼エージェンシー）
- 33人の綺麗なお姉さん（12月24日、笠倉出版社）オムニバス作品

2005年
- CRAZY DANCE CARNIVAL（1月11日、ラハイナ東海）
- キャンプ好き集団痴女にテントで逆レイプされてみませんか?（1月28日、笠倉出版社）
- Lesson H DX3（1月28日、デジタルバンク）オムニバス作品
- これが噂の薬漬けレズバージョンvol.3（2月4日、ナチュラルハイ）
- こだわりの手コキ 39人の手コキ嬢（2月17日、隼エージェンシー）
- くい込みDANCE 3（3月25日、ジャネス）
- 痴的人妻の誘惑（4月15日、ジェイモデル）オムニバス作品
- 東海道人妻巡り（4月20日、ネクストイレブン）オムニバス作品
- ERO-BODY DANCE 05（4月23日、オフィスケイズ）
- コインランドリーの女（5月27日、デジタルバンク）
- スーパーヒロイン激突!EPISODE.02（5月28日、GIGA）オムニバス作品
- これが噂の痙攣薬漬けレズヴァージョンvol.4（6月4日、ナチュラルハイ）
- 生音 NAMAOTO 女子校生ヌギヌギダンストリップ!! 01（6月11日、ラハイナ東海）
- 自腹総取り100万円!暇つぶしゲーム（6月16日、ナチュラルハイ）
- 生音 15（6月16日、ラハイナ東海）
- 面接好きAV集団痴女に必要以上に営業かけられてみませんか?（6月24日、笠倉出版社）
- 女体拷問 2（6月25日、GIGA）
- BBの軟派王国in福岡（6月30日、芳友舎）
- さいとう真央が痴女行為に目覚めちゃったビデオ（7月7日、ナチュラルハイ）
- 新・生撮り 秘 映像 1（7月8日、ジャネス）
- ふたなり少女（7月29日、TMA）
- 女だけの乱交パーティー（8月15日、ドグマ）
- バイト先の集団痴女に人気コスチュームを着たまま店内でいじめに遭ってみませんか?（8月19日、ジャパンホームビデオ）
- AV女優嫌いのインジャン古河が撮影中にムカついたバカ女優を個人的にメチャクチャにヤっちゃったビデオ。（9月9日、ビッグモーカル）
- くそ解禁（9月15日、ドグマ）
- 6人の痴女家庭教師（9月16日、デジタルバンク）
- ポルチオトランス 5（9月17日、ベイビーエンターテイメント）
- 集団女子校生痴女（10月10日、メディアステーション）
- THE 痴女家庭教師クライマックス 18人の美しき痴女家庭教師たち 復習編（11月11日、メディアバンク）
- naka-das（11月11日、トライハートコーポレーション）オムニバス作品
- 極上素人お姉さま 名古屋編（11月12日、ラハイナ東海）
- 軟派王国 in 大阪（11月21日、ビデオバンク）
- うまなみ。プレゼンツ12 淫乱OL4時間（11月25日、おかず。（ケイ・エム・プロデュース））
- EROSTY DANCE舞え!（11月25日、ビッグモーカル）
- WORK THIS PUSSY SMASH UP DANCER'S AMI NISHIMURA（11月26日、オフィスケイズ）
- ストリッパー（12月4日、SODクリエイト）
- 拘束椅子レズビアン（12月15日、ドグマ）
- うまなみ。プレゼンツ13 イイ女狩り4時間 2（12月16日、おかず。（ケイ・エム・プロデュース））うまなみ作品『イイ女狩り2』のセルDVD化作品
- 痴女の微笑み（12月16日、インディーズ2）
- SPECIAL DANCE MANIA 2 ERO-BODY DANCE ver（12月24日、オフィスケイズ）
- SPECIAL DANCE MANIA 2 BODYCON DANCE MANIA ver（12月24日、オフィスケイズ）

2006年
- BUBBLE 【3GALS DANCE yui-mei-ami】（2月19日、スタイルアート）
- デラベッピン（2月20日、アロービデオ）
- チンポいたぶり好きで寸止め好きないじめっ子ギャルに犯される!!（3月15日、ドグマ）
- E-BODY DANCE VALLEY 2（3月19日、スタイルアート）
- 悪のスーパーヒロイン危機一髪!!Vol.02 デビル クライシス（4月28日、GIGA）
- 超ヌギ×2ダンス（6月19日、スタイルアート）
- スーパーヒロインドミネーション 3（7月28日、GIGA）
- ヌギヌギ★DANCE 〜アゲアゲ サタデイナイト〜（8月15日、ジャネス）
- 発情Wうんこ痴女。（8月19日、CROSS）
- 面接好きAV女優集団痴女に必要以上に営業かけられてみませんか?（8月19日、デジMAX（北都））
- 美しい汗の匂いとレズ接吻（8月20日、エムズファクトリー）
- 着エロDUO 1（8月25日、未来・フューチャー）
- 禁断実録女性専科【限定版】（9月1日、アウダースジャパン）
- DOKIレズ 2（9月1日、アウダースジャパン）
- 勝ち抜き変態女優GP（9月19日、デジMAX）
- DOUBLE（10月5日、未来・フューチャー）
- 着エロQUEEN（10月10日、リンダ）
- 尻魂 stage02（11月5日、ジャネス）
- Air Sex Dance PART.1（11月5日、ジャネス）
- アナル飲尿ゴックンFUCK（11月19日、エムズビデオグループ）
- 飲み会好きOL集団痴女に2次会誘われてみませんか?（11月19日、デジMAX）
- ネオヤプーズ3 集団調教ハーレム（12月7日、アタッカーズ）
- 強制連続抜き地獄 金玉からっぽでもシゴキ拷問（12月15日、アロマ企画）

2007年
- Les-noir4 肉奴隷調教飼育（2月7日、アタッカーズ）

2008年
- ダンスレボリューションONE〜誘惑 1（1月5日、未来 フューチャー）
- 老人と女子校生（2月8日、KTファクトリー）※総集編
- 実録ちかん物語 ラッシュアワー4時間（9月19日、桃太郎映像出版）※総集編
- DIGITAL REMOSAIC ふたなり少女 天衣みつ（12月19日、TMA）※再発・デジタルリマスター版

2010年
- 東海道 人妻巡り（11月14日、NEXT GROUP）

以下発売日不明
- FLAVOR（チャンネル・ヴィ）オムニバス作品
- 屋外露出 露出狂娘の淫汁（ラハイナ東海）
- 僕だけのお姉ちゃん（ゼロコーポレーション）
- ESSENTIAL UNDERGROUND 01（ESSENTIAL UNDERGROUND）オムニバス作品
- I AM SEXY 103 マガンダ（ステージメディア）オムニバス作品
- Fetish Lesbian 10（ドリームクリエイト）

他